# Euphorbia sogdiana
Euphorbia sogdiana är en törelväxtart som beskrevs av Mikhail Grigoríevič Popov. Euphorbia sogdiana ingår i släktet törlar, och familjen törelväxter. Inga underarter finns listade i Catalogue of Life.